# Karl Kapeller (Politiker)
Karl Kapeller (* 9. Oktober 1863 in Göriach; † 6. Juli 1948 in Lendorf) war ein österreichischer Grundbesitzer und Politiker.

## Leben
Kapeller war der Sohn des Gastwirts in Lendorf Mathias Kapeller (* 13. September 1822; † 9. Mai 1903) und dessen Ehefrau Anna geborene Eisendle (* 8. Dezember 1838; † 7. August 1894). Er war römisch-katholisch und heiratete am 14. Januar 1896 Bertha Moser (* 15. Juli 1873; † 16. November 1920). Aus der Ehe gingen zwei Söhne hervor, von denen einer jung starb.
Kapeller lebte als Landwirt, Gastwirt, Ziegeleibesitzer in Lendorf. Dort war er 1889 auch Gründungsmitglied und Ehrenhauptmann der Freiwilligen Feuerwehr. Kommunalpolitisch wirkte er von 1899 bis 1932 als Gemeinderat und von 1902 bis 1920 als Bürgermeister in Lendorf. 1905 wurde er Obmann-Stellvertreter der Ortsgruppe Lurnfeld des Deutschen Schulvereines.
Vom 21. September 1909 bis zum 20. September 1915 war er Abgeordneter im Kärntner Landtag und dort Mitglied des Bau-, des Wasserrechts- und des volkswirtschaftlichen Ausschusses. Er gehörte dem Klub DVP an.